# Euchorthippus sinucarinatus
Euchorthippus sinucarinatus är en insektsart som beskrevs av Zheng, Z. och Xiaolin Wang 1993. Euchorthippus sinucarinatus ingår i släktet Euchorthippus och familjen gräshoppor. Inga underarter finns listade i Catalogue of Life.